# Chiesa di San Lorenzo (Rovetta, via Risorgimento)
La chiesa di San Lorenzo è la parrocchiale di San Lorenzo frazione di Rovetta, in provincia e diocesi di Bergamo, fa parte del vicariato di Clusone-Ponte Nossa.

## Storia
Un edificio di culto intitolato a san Lorenzo, risulta inserito nell'elenco del 1260 delle chiese del territorio di Bergamo che dovevano versare un censo alla Sede di Roma, indicata come di "Gavaçio" e dipendente dalla chiesa di Clusone di Santa Maria Assunta. La chiesa era sussidiaria della parrocchiale di Songavazzo. Nel 1732 però gli abitanti della località fecero richiesta al Serenissimo principe della Repubblica di Venezia perché venisse autorizzata la costruzione di un nuovo edificio di culto, lavori che sarebbero stati a carico dei vicini. La richiesta era nata dalla difficoltà degli abitanti di attraversare la val Borlezza durante i periodi piovosi. Solo nel XVIII secolo venne costruito il ponte che la attraversava ma che crollò nel 1820.
Ottenuta l'autorizzazione, la chiesa fu edificata dove vi era un antico maniero, e ricostruita nel 1770 con un completo restauro già nel 1885. Il nuovo edificio di culto, perpendicolare a quello più antico, fu consacrato nel 1900 e intitolato a san Lorenzo martire, quando la facciata non era ancora terminata. L'antica chiesa fu smembrata nel 1863 ed elevata a parrocchiale dal vescovo Pietro Luigi Speranza.
Ma l'antica chiesa non bastava a raccogliere tutti i fedeli della località, fu quindi deciso dalla comunità di edificare un nuovo edificio di culto, dedicato sempre al santo spagnolo, edificio che si sviluppava sul fianco destro della chiesa.
L'antico edificio rimase come chiesa sussidiaria.

Lavori di manutenzione furono eseguiti nel 1990 con finiture del sagrato ricostruito nella forma di quello precedente, e la facciata completata con un arco in pietra, e consacrata da monsignor Angelo Paravisi.
Nel 1988 fu aggiunto l'altare comunitario in ottemperanza alla disposizione del concilio Vaticano II.

## Descrizione

### Esterno
L'edificio è preceduto da un piccolo sagrato che si affaccia sulla viabile di via Risorgimento: La facciata, rivolta verso nord è delimitata da due lesene che termino sul fastigio con il timpano triangolare, e divisa su due ordini da due cornici marcapiano. L'ingresso inserito in un protiro con due pilastri e volta a botte. La parte superiore ospita il rosone atto a illuminare l'aula. la torre campanaria è stato edificato nel secondo decennio del Novecento su progetto di Luigi Angelini.

### Interno
L'interno a navata unica, a pianta rettangolare, è preceduto dalla bussola in abete. Le tre campate dell'aula sono divise da lesene stuccate a lucido complete di basamento e capitelli d'ordine corinzio che reggono la trabeazione e il cornicione praticabile. Da questo, per ogni campata, s'imposta la volta a crociera, e un oculo. Due cappelle laterali, con volta a botte, sono poste nella seconda campata, mentre la prima ospita i confessionali e le uscite laterali. L'interno conserva opere di pregio provenienti dall'antica chiesa.
La zona presbiteriale sopraelevata da due gradini con volta a botte termina con il coro semicircolare con volta a catino dove sono conservate le tre tele di Lattanzio Querena raffiguranti San Lorenzo e il martirio dei santi Fermo e Rustico del 1796, provenienti dall'antica chiesa, così come la tela raffigurante la Madonna del Rosario. L e tele raffiguranti i Santi Lorenzo, Rocco e Sebastiano sono opera di Domenico Carpinoni. L'altare maggiore è un lavoro eseguito nel 1945 da Attilio Nani.